# Brahmaea wallichii
Brahmaea wallichii is een vlinder uit de familie herfstspinners (Brahmaeidae). 

## Kenmerken
De spanwijdte bedraagt tot 16 centimeter.

## Verspreiding en leefgebied
De vlinder komt voor in het noorden van India, in Myanmar, China, Taiwan en Japan. 

## De rups en zijn waardplanten
De soort heeft onder meer de es, liguster en sering als waardplanten. De rups is wit en geel met een zwart stippenpatroon. De kop en het achterlichaam zijn bezet met lange, dunne hoornachtige uitsteeksels, die ze bij de laatste vervelling afgooien.